# Eduardo Augusto Pereira de Abreu
Eduardo Augusto Pereira de Abreu (1833 – Rio de Janeiro, 21 de outubro de 1892) foi um médico brasileiro.
Doutorado pela Faculdade de Medicina do Rio de Janeiro em 1855, defendendo a tese “Menstruação”. Foi eleito membro da Academia Nacional de Medicina em 1863, com o número acadêmico 92, na presidência de Antônio Félix Martins.